# Heinrich Messner
Heinrich Messner (n. 1 septembrie 1939, Obernberg am Brenner⁠(d), Tirol, Austria – d. 19 octombrie 2023) a fost un schior alpin austriac, medaliat olimpic. A participat la 2 ediții ale Jocurilor Olimpice (1968, 1972) în care a câștigat o medalie de bronz.